# Каризма Капур
Карисма Капур (родена на 25 юни 1974 г.) е индийска актриса, която основно работи във филми на хинди. Член на семейство Капур, тя е дъщеря на актьорите Рандхир Капур и Бабита и по-голямата сестра на актрисата Карина Капур. Капур е носител на няколко отличия, включително Национална филмова награда и четири награди Filmfare.
Капур прави своя актьорски дебют с филма Prem Qaidi през 1991 г. и впоследствие играе главната дама в редица касови хитове, включително Jigar (1992), Anari (1993), Raja Babu (1994), Coolie No. 1 (1995), Saajan Chale Sasural (1996) и Jeet (1996). Главните роли в най-касовите романи Raja Hindustani (1996) и Dil To Pagal Hai (1997) я утвърждават като звезда. Тя печели наградата Filmfare за най-добра актриса за първата и Националната филмова награда и наградата Filmfare за най-добра поддържаща актриса за втората.
Капур затвърждава статута си с участието си в пет от комедиите на Дейвид Дауан – Judwaa (1997), Hero No.1 (1997), Biwi No.1 (1999), Haseena Maan Jaayegi (1999) и Dulhan Hum Le Jayenge (2000), и семейната драма Hum Saath-Saath Hain (1999). В началото на XXI век печели наградите за най-добра актриса и най-добра актриса (критици) на Filmfare за титулярните си роли в драмите Fiza (2000) и Zubeidaa (2001). Тя прекъсва актьорството си след телевизионния сериал Karishma: The Miracles of Destiny (2003 – 2004) и оттогава играе спорадично, участвайки в трилъра Dangerous Ishhq (2012) и уеб сериала Mentalhood (2020).
Капур е омъжена за бизнесмена Санджай Капур от 2003 до 2016 г. – двойката има две деца заедно. Участвала е в ролята на съдия по таланти в няколко риалити предавания.
|  | Тази страница частично или изцяло представлява превод на страницата Karisma Kapoor в Уикипедия на английски. Оригиналният текст, както и този превод, са защитени от Лиценза „Криейтив Комънс – Признание – Споделяне на споделеното“, а за съдържание, създадено преди юни 2009 година – от Лиценза за свободна документация на ГНУ. Прегледайте историята на редакциите на оригиналната страница, както и на преводната страница, за да видите списъка на съавторите. ВАЖНО: Този шаблон се отнася единствено до авторските права върху съдържанието на статията. Добавянето му не отменя изискването да се посочват конкретни източници на твърденията, които да бъдат благонадеждни. |